# Dmitri von der Osten-Sacken
Le comte Dmitri von der Osten-Sacken (en russe : Дмитрий Ерофеевич Остен-Сакен), né le 24 avril 1789 à Élizavetgrad et mort le 4 mars 1881 à Kherson, est un général de cavalerie de l'armée impériale russe qui s'illustra pendant la guerre de Crimée.

## Biographie
Dmitri von der Osten-Sacken est le fils du général-baron Ulrich von der Osten-Sacken (1747-1808) et de son épouse, née Anna Efimovna Tozloukov. Il est donc par ce mariage baptisé dans la religion orthodoxe, contrairement aux autres branches de la famille, demeurées luthériennes. Son père commande le 3e régiment des hussards d'Élizavetgrad, auprès duquel Dmitri von der Osten-Sacken entre comme Junker (c'est-à-dire aspirant), le 16 décembre 1804, après avoir reçu une éducation à demeure. Il participe au sein de ce régiment aux campagnes de la guerre de 1805 et de celle de la guerre de 1806-1807 contre les armées de Napoléon. Il est à Austerlitz, Heilsberg et à Friedland. Osten-Sacken est nommé cornette le 27 avril 1807, puis il se trouve en Galicie avec l'armée russe. Il est nommé lieutenant, le 16 mai 1811, à son retour en Russie. Lorsque débute la guerre patriotique de 1812, il est aide-de-camp du général-comte Ostermann-Tolstoï et participe donc à toutes les batailles de cette campagne. Il s'illustre à la Bérézina, après laquelle il est nommé capitaine de cavalerie à l'état-major et reçoit l'Ordre de Sainte-Anne de quatrième classe. Osten-Sacken combat aussi aux batailles d'Ostrovno, de Vitebsk, de Smolensk et de Valutino. Après la retraite des Français de Moscou, Osten-Sacken combat encore à Winkowo, sous les ordres du comte Miloradovitch, contre l'armée de Murat, ainsi qu'à la bataille de Maloyaroslavets et à celle de Viazma. Il reçoit, après cette dernière, l'Ordre de Saint-Vladimir de 4e classe avec ruban. Il affronte les armées d'Eugène de Beauharnais et du maréchal Ney à Krasnoï et participe à la prise de Dorogobouj. Après la retraite de Russie des Français, Osten-Sacken passe au régiment lituanien de la garde impériale.
Osten-Sacken est nommé aide-de-camp général du général d'infanterie Miloradovitch en 1813. Il se distingue à la bataille de Dresde et reçoit pour ce fait, la décoration la plus prestigieuse de l'armée prussienne, l'ordre « Pour le Mérite ». Il reçoit aussi l'Ordre de Sainte-Anne de deuxième classe, après la bataille de Bautzen et il est nommé capitaine, après la bataille de Kulm. On lui ajoute les insignes de diamant à son Ordre de Sainte-Anne, après la bataille des Nations. Dès lors, Osten-Sacken suit l'armée impériale russe jusqu'à Paris, après les victoires d'Arcis-sur-Aube, de Fère-Champenoise et de Paris.
Il reçoit l'épée d'or avec inscription « Pour la bravoure », le 26 novembre 1814.

## Guerre russe-persane
Le baron von der Osten-Sacken retourne en Russie, au bout d'un an et demi, en avril 1816, avec le grade de colonel. Il est muté au 78e régiment d'infanterie de Navaguinsky qui combat dans le Caucase, puis au  régiment d'uhlans de Vladimir. Il est nommé ensuite commandant du 1er régiment de cuirassiers basé à Astrakhan, où il sert pendant six ans. Il est élevé au rang de major-général, le 12 décembre 1824. Il n'a que trente-cinq ans. Il commande la 1re brigade de la 2e division de uhlans, puis à la 2r brigade de cette division. C'est à la tête de celle-ci qu'il se trouve, lorsque débute la guerre russo-persane de 1826-1828. Au départ, la division se trouve dans le corps d'armée du prince Eristov, et ensuite sous le commandement du comte Paskievitch. Osten-Sacken est au plus fort des combats et participe au siège de la forteresse d'Abbas-Abad, à la bataille de Djevan-Boulaké et met en déroute les troupes du prince Abbas-Mirza, à la suite de quoi il reçoit l'Ordre de Saint-Vladimir de troisième classe, le 2 octobre 1827. Il combat dans la région de la rivière Arax et commande toutes les troupes présentes dans cette zone, tout en faisant office de gouverneur de la région. Il apprend bientôt qu'Abbas-Mirza a l'intention d'attaquer le flanc de l'armée qui se dirige vers Erevan. Il fait donc un rapide mouvement de troupes pour empêcher l'attaque, près du passage de Koroul et défait l'armée d'Ibrahim-Khan. Il prend ensuite la ville de Tabriz, le 13 octobre 1827, et il est reçoit l'insigne du sabre d'or avec brillants, avec mention « Pour la bravoure », le 2 février suivant. Il est alors chef de toutes les troupes de ce qui sera l'Azerbaïdjan et chef du gouvernement de cette région. Il reçoit l'Ordre de Sainte-Anne de 1re classe, le 29 novembre 1828, ainsi que l'Ordre du Lion et du Soleil perse de 1re classe.

## Guerre russo-turque 1828-1829
Le général von der Osten-Sacken est à l'état-major de l'armée du Caucase, lorsque débute la nouvelle guerre contre l'Empire ottoman. Il réorganise la cavalerie et participe au siège de Kars et à la prise de Karadag, libérant les populations chrétiennes de la région. Il commande ensuite le flanc droit du corps d'armée qui fait tomber Kars. Il reçoit pour cette victoire l'Ordre de Saint-Georges de 3e classe, le 16 novembre 1828. Le général doit ensuite mener ses troupes à l'assaut d'Akhalkalaki. La forteresse tombe après de rudes combats en montagne, le 24 novembre 1828. Osten-Sacken est décoré des insignes de diamants en tant que chevalier de l'Ordre de Sainte-Anne, le 3 décembre suivant. Il démantèle plusieurs forteresses ottomanes et entre dans Akhaltsikhé (aujourd'hui au sud de la Géorgie), ensuite de quoi il reçoit l'Ordre de Saint-Vladimir de 2e classe. Il fait office de gouverneur civil et militaire de la ville d'Akhaltsikhé et de ses environs, à partir de juin 1829. Il prend la tête aussi de deux expéditions en Adjarie.

## Campagne de Pologne
Le général von der Osten-Sacken est commandant de la 2e brigade de la 1re division de uhlans, lorsque la guerre russo-turque se termine. Il commande ensuite la 3e division de uhlans et il est appelé en Pologne, afin de riposter contre l'insurrection de novembre 1830 et de pacifier la province. Il arrive au début de 1831 et commande d'abord l'avant-garde de la 3e armée de réserve de cavalerie, puis au 1er corps d'infanterie du comte von der Pahlen. Il est nommé lieutenant-général le 31 mars 1831. Il doit rétablir l'ordre entre le Boug et le Narew et près de la frontière prussienne. Il est à Kowno (aujourd'hui en Lituanie) le 16 juillet 1831 et arrive aux abords de Varsovie le 25-26 août 1831. Il reçoit l'Ordre militaire de Virtuti Militari de 2e classe pour avoir mis fin aux troubles. Il est gouverneur militaire de la ville.
Le général commande ensuite la 4e division de uhlans, puis le 2e corps d'armée de la cavalerie de réserve, à partir du 8 janvier 1835. Il reçoit le 3 octobre l'Ordre de l'Aigle blanc, le 23 octobre 1835 et, le 3 septembre 1837, l'Ordre de Saint-Alexandre Nevski. Il est élevé au grade de général de cavalerie, le 10 octobre 1843 et au titre de chevalier de l'Ordre de Saint-Vladimir de 1re classe en 1847. C'est alors que le général participe au rétablissement de l'ordre en Hongrie, après la révolution de 1848. Il est stationné en Galicie à la demande de l'empereur François-Joseph qui lui confère la grand-croix de l'Ordre de Léopold, le 22 août 1849. Il est nommé adjudant-général six mois plus tard et commandant du 4e corps d'armée d'infanterie, puis du 3e corps d'armée.

## Guerre de Crimée
Lorsque la guerre contre l'Empire ottoman et ses alliés franco-britanniques éclate, les gouvernements de Kherson de Tauride et la région de Bessarabie sont mis en situation d'alerte de guerre. Osten-Sacken est responsable de cette zone, ainsi que celle du gouvernement de Kherson qui se trouve sur la rive droite du Boug. Il prend des mesures énergiques à Odessa, où il se trouve au début de la guerre, pour défendre la ville et installer des batteries de campagne. Il repousse ainsi l'attaque de la flotte franco-anglaise du 10 avril 1854. Il reçoit pour cela l'Ordre de Saint-André, réservé aux plus hauts dignitaires de l'Empire, le 21 avril suivant et il est nommé commandant de la garnison de Sébastopol. Lorsque le prince Menchikov quitte Sébastopol, le 18 février 1855, il devient commandant de toutes les forces armées de la zone, sous les ordres du prince Gortchakov. Cependant la défaite l'oblige à quitter Sébastopol, le 28 août 1855. Il venait de recevoir le titre de comte d'Empire, le 10 août 1855.
Après la guerre, il est admis au Conseil d'État, prend sa retraite de la carrière militaire en 1856. Il a soixante-sept ans. Il reçoit pour son jubilé au grade de général en 1874 les insignes de diamants, en tant que chevalier de l'Ordre de Saint-André.
Le comte von der Osten-Sacken meurt le 4 mars 1881. Il ne reçut aucune blessure de toute sa carrière. Il avait fait quinze campagnes et participé à plus de quatre-vingt-dix batailles. Il est le père du diplomate Nikolaï von der Osten-Sacken.

## Source
- (ru) Cet article est partiellement ou en totalité issu de l’article de Wikipédia en russe intitulé « Остен-Сакен, Дмитрый Ерофеевич » (voir la liste des auteurs).